# 名門私立女子高校
『名門私立女子高校』（めいもんしりつじょしこうこう）は日本テレビ系列で1984年11月2日 - 1985年1月25日に放送されたテレビドラマ。

## あらすじ
昭和元年創設で伝統があったが、近年は落ち目の元・名門女子高校「鹿園女子学園」を舞台に、30代の地学教師・渋木連太郎（西田敏行）と新任英語教師・三村加代（桃井かおり）のラブストーリーと、学園再建を目指す新理事長（伊武雅刀）との攻防を描く。南野陽子、真璃子のデビュー作である。

## キャスト

### 主要人物
- 渋木連太郎：西田敏行
地学教師、37歳。妻とは離婚しており、一人娘は母親の親権になったが、その娘の成長を生き甲斐としている。学生時代は安保闘争の闘士でもあったが、今では無気力。生徒からムーフー（無気力なフーテン）とあだ名を付けられていたが、三村との出会いと鹿園理事長との確執に対峙した事で、否応なく目の前の課題に真摯に対応するようになっていく。
- 三村加代：桃井かおり
英語教師、33歳。鹿園学園卒業生。学校のレベルを上げるために理事長に招かれた。私生活は謎が多い。
- 鹿園圭一郎：伊武雅刀
35歳。学校の栄光を取り戻すべく、一流商社マンから転職して鹿園女子学園の理事長に就任する。性格はやや偏屈的。

### 鹿園女子学園
- 佐島順造：原保美

　 勤続34年のベテラン英語教師。
- 桐谷怜子：夏桂子
- 吉田有吉：内藤武敏
- 石間輝彦：赤塚真人
- 日野博美：水木薫
- 北野洋子（通称・お嬢）：南野陽子
- まり子（通称・オマセ）：碧まり子（真璃子）
- 相田玉緒（通称・ローラ）：荒井玉青
- ミルク（剣道部員）：増井志保[2]

### その他
- 島みどり：石原真理子

　　20歳。「小さなバー」という名のバーに勤める。連太郎に想いを寄せている。
- 田所昭一：岩城滉一

　 33歳、トラック運転手。自分の元から去っていった加代が忘れられず、加代に付き纏おうとする。野性的で一途な性格。
- 百合子：秋野暢子
- 若原透：天宮良
- 有森也実
- 河原千鶴：川口智子

　 11歳、連太郎の娘。両親の離婚後は母の元で暮らす。連太郎を気遣っており仲が良い。

## スタッフ
- 脚本：林秀彦（全話）
- 演出：石橋冠、小松伸生、中山秀一
- プロデューサー：清水欣也
- 音楽：坂田晃一

## 主題歌・挿入歌
- 主題歌：「ルネッサンス」
- 挿入歌：「You Are My 美人 Shine」
  - 両楽曲共に、作詞：阿久悠／作曲・編曲：坂田晃一／歌：西田敏行・桃井かおり

## 放送日程
| 話数                                            | 放送日        | サブタイトル         | 演出             | 視聴率 |
| ----------------------------------------------- | ------------- | -------------------- | ---------------- | ------ |
| 1                                               | 1984年11月2日 | （サブタイトルなし） | 石橋冠           | 14.0%  |
| 2                                               | 11月9日       | 2年C組担任交代       | 石橋冠           | 9.6%   |
| 3                                               | 11月16日      | 模範試合か決斗か     | 小松伸生         | 7.5%   |
| 4                                               | 11月23日      | 陰謀の白紙答案       | 中山秀一         | 9.5%   |
| 5                                               | 11月30日      | 退学処分に反対!      | 小松伸生         | 6.6%   |
| 6                                               | 12月7日       | 鹿園理事長裏切る     | 中山秀一         | 7.9%   |
| 7                                               | 12月14日      | 子離れが男の自立     | 小松伸生         | 9.6%   |
| 8                                               | 12月21日      | 恋愛感情のめばえ     | 中山秀一         | 10.3%  |
| 9                                               | 12月28日      | 三角関係もつれる     | 小松伸生         | 7.5%   |
| 10                                              | 1月4日        | 春、過去にお別れ     | 中山秀一         | 8.8%   |
| 11                                              | 1月11日       | 荒れるや荒れるや     | 中山秀一、石橋冠 | 8.4%   |
| 12                                              | 1月18日       | ある愛の告白         | 小松伸生         | 9.5%   |
| 13                                              | 1月25日       | 人生最良の日         | 中山秀一         | 7.8%   |
| 世帯平均視聴率 9.0％（ビデオリサーチ 関東地方） |               |                      |                  |        |